# Montana State Bobcats

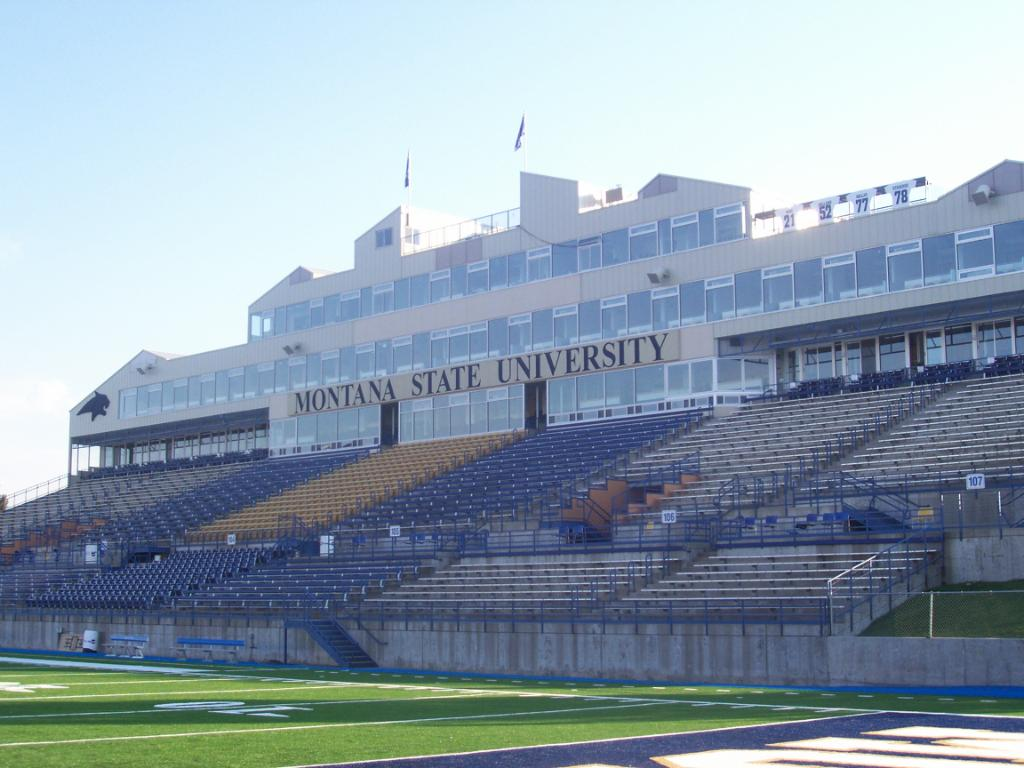
Bobcat Stadium.

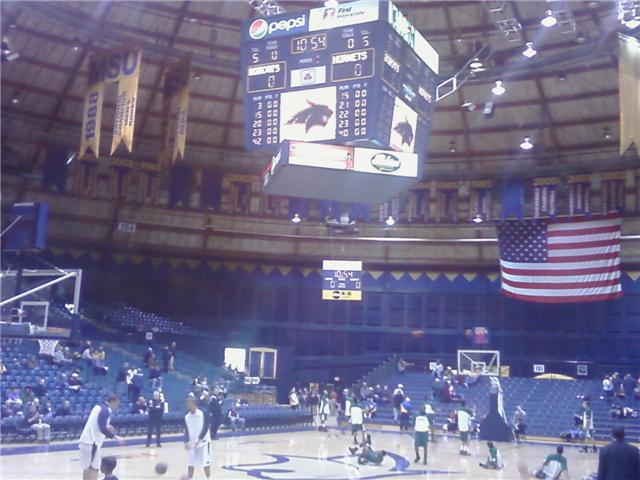
Worthington Arena.

Montana State Bobcats (español: linces de la Estatal de Montana) es el equipo deportivo de la Universidad Estatal de Montana - Bozeman, situada en Bozeman, Montana. Los equipos de los Bobcats participan en las competiciones universitarias organizadas por la NCAA, y forma parte de la Big Sky Conference.

## Programa deportivo
Los Bobcats participan en las siguientes modalidades deportivas:
| - Masculino - Fútbol americano - Baloncesto - Atletismo - Tenis - Esquí - Cross | - Femenino - Baloncesto - Golf - Fútbol - Tenis - Atletismo - Voleibol - Esquí |

### Baloncesto
La Universidad de Montana presume de haber albergado uno de los equipos de baloncesto universitarios más legendarios, los Golden Bobcats de finales de los años 20. Se hicieron famosos por practicar lo que entonces se denominó "racehorse basketball" (baloncesto de carrera de caballos), llegando a ser uno de los primeros equipos en practicar lo que hoy se denomina comúnmente contraataque. El equipo llegó a ganar 3 campeonatos de conferencia consecutivos, y en la temporada 1928-29 fueron considerados campeones nacionales por la Helms Foundation, organismo previo a la NCAA que regulaba los campeonatos universitarios a principios del siglo XX, tras ganar durante la temporada 36 partidos y perder tan solo 2.
En el baloncesto moderno, tan solo un jugador de Montana State ha llegado a jugar en la NBA, y solamente disputó dos partidos.